# Viki Gómez
Jorge Gómez (Madrid, 7 de marzo de 1981), conocido como Viki, es un ciclista español que practica la disciplina flatland en BMX. Campeón del mundo de la disciplina en 2010. Viki destacó en el Red Bull Circle of Balance de 2012. Ha ganado el RB COB en 3 ocasiones.

## Biografía
Viki Gómez comienza a practicar BMX y, en particular, la modalidad Flatland a la edad de 14 años. En 2001 se convierte en un profesional.
Fue dos veces campeón de Europa y tres veces campeón del mundo.
En julio de 2018, en una entrevista con David Broncano en su programa La resistencia, Viki contó que su sobrenombre proviene de la serie de animación Vickie el vikingo.
Es patrocinado por Red Bull, Orbea, Arnette Sunglasses, G-Shock Watches Japan, Levis y DC Shoes. Es el primer flatlander de BMX en ser patrocinado por Red Bull, en 2003.[cita requerida]
Viki ganó por ganó 3 veces el Red Bull Circle of Balance en Tokio, Japón, el 8 de septiembre de 2012. Viki quedó 2.º en el G-Shock Real Toughness de la competición en Tokio, Japón el 8 de diciembre de 2012.[cita requerida]

## Premios y competiciones
- 2012
  - 2.º G-Shock Real Thoughness 8 de diciembre de 2012
  - 1.º de Red Bull Circle of Balance en Tokio, Japón, el 8 de septiembre de 2012 (Viki ganó el RB COB por 3.º vez)
  - 1.º Traba, Madrid, España
  - 1.º Festival internacional de deportes extremos (FISE) en Costa Rica de enero de 2012
  - 5.º en JoMoPro en Nueva Orleans, 1.ª ronda de la BMX Flatland Circuito Mundial[4]

- 2011
  - 1.º en el Red Bull Flamenco Flatland a Málaga, España
  - 1.º en el Festival internacional de deportes extremos (FISE) en Montpellier
  - 2.º en el Barcelona XTreme Barcelona

- 2010
  - Campeón del mundo del BMX Flatland World Circuit
  - 3.º en el Red Bull Flamenco Flatland en Málaga, en España
  - 3.º en el Korea Leisure Games, en Corea del Sur
  - 3.º en el Red Bull Flat Jazz en París

- 2009
  - 1.º en el Barcelona XTreme en Barcelona
  - 1.º en el Mariskinho Contest en Vigo en España

- 2007
  - 3.º en el Red Bull 14 Contst en Real de 14 Ciudad de México
  - 1.º en el Red Bull Círculo de Equilibrio en Tokio

- 2006
  - 1.º en el King of Ground en Tokio

- 2004
  - 5.º en el Red Bull Circle of Balance en Tokio
  - 1.º en el King of Ground a Tokio

- 2003
  - 2.º en el Flatground Competition a Ámsterdam
  - 1.º en el Festival internacional de los deportes extremos (FISE) de Montpellier
  - 1.º en el Carhartt Contest a Colonia
  - 5.º en los US X Games a Los Ángeles

- 2002
  - 1.º en el Revolution Contest a Toronto
  - 1.º en el Bike Show en Birmingham
  - 1.º en el Festival internacional de los deportes extremos (FISE) a Palavas
  - 3.º en el X TRIALS en Atlanta
  - 3.º en el BMX Worlds en Colonia
  - 3.º en el X TRIALS en Pensilvania
  - 1.º en el European X Games Gold Medallist en Barcelona
  - 1.º en el Red Bull Circle of Balance en Düsseldorf
  - 2.º en el King of Ground en Tokio

- 2001
  - 3.º en la CFB X TRIALS Qualy en Pensilvania
  - 1.º en el European X Games Gold Medallist en Barcelona
  - 3.º en el Urban Games en Londres
  - 2.º en el BMX Play station Competition en Colonia
  - 1.º en el King of Grounden Osaka, Japón

- 2000
  - 7.º en la CFB X TRIALS Qualy en Florida

- 1999
  - 1.º en el "Campeón del Mundo", Master Class en Madrid

- 1998
  - 1.º en el "Campeón del Mundo", Clase Experta en Portimao en Portugal